# I'm with You (album)
Pour les articles homonymes, voir I'm with You.
Albums de Red Hot Chili Peppers
Stadium Arcadium
(2006) The Getaway
(2016)
Singles
1. The Adventures of Rain Dance Maggie
Sortie : 18 juillet 2011
2. Monarchy of Roses
Sortie : 7 octobre 2011
3. Look Around
Sortie : 25 janvier 2012
4. Brendan's Death Song
Sortie : 11 juin 2012

I'm with You est le dixième album du groupe de rock californien Red Hot Chili Peppers. Il est commercialisé le 30 août 2011 et même disponible dès le 26 août en Belgique. Il est produit par Rick Rubin.
Cet album marque un tournant dans l'histoire du groupe, puisque le guitariste Josh Klinghoffer remplace John Frusciante, parti en décembre 2009 pour suivre sa carrière solo.

## Élaboration

### Départ de John
Selon le chanteur Anthony Kiedis, cet album marque un réel tournant. Il y eut d'abord le départ du guitariste John Frusciante remplacé par Josh Klinghoffer. « Quand une telle force créatrice comme John est partie, il a fallu changer l'alchimie et le feeling de la musique. Il était quelque chose d'unique qui constituait notre son, mais maintenant je pense que c'est aussi excitant d'en avoir un nouveau, un incroyable musicien travaillant avec nous. Nous sommes toujours les Red Hot Chili Peppers, mais nous avons aussi à nous adapter et à accueillir les nouvelles opportunités. Après tout, c'est comme ça qu'on a survécu toutes ces années. » 

Quant à Flea : « John est un guitariste brillant, un virtuose qui peut faire ce qu'il veut à la guitare. C'est incroyable et je suis sacrément reconnaissant pour sa contribution au groupe. Mais Josh est un subtil parolier qui joue aussi et écrit sur plein d'instruments différents. » 

### Arrivée de Josh
Quant au remplacement du guitariste, Kiedis déclare que « Josh n'a jamais vraiment fait partie d'un groupe. Il est arrivé au sein des Red Hot avec l'équivalent d'une vie entière de musique ! Un véritable réservoir d'accords et d'idées… et maintenant il a un endroit où les exprimer » .

Josh a connu le groupe lors de la tournée de Californication, en faisant les premières parties des concerts. « Même si c'était bien que Josh fasse déjà partie de notre famille, qu'il ait fait des enregistrements et nous ait rejoints sur notre dernier tour, c'est un musicien très différent de John. Alors on appréhende la musique d'une autre manière. » Depuis, il n'a cessé de collaborer avec John Frusciante, sur ses albums solos (à partir de Shadows Collide with People en 2004, jusqu'au dernier album The Empyrean en 2009). Il rejoint le groupe en tant que guitariste additionnel lors de la tournée Stadium Arcadium. Mais il n'était pas membre pour autant. Il déclare au magazine Rolling Stone qu'il sent qu'il a l'expérience nécessaire. « C'est juste jouer de la musique avec des personnes que j'admire et qui sont mes amis depuis des années. »

### Composition
À propos de cet album, le bassiste Flea pense que « cela a été un processus tellement grand à faire » et est très satisfait du résultat. « C'est une vraie dynamique et une chose nouvelle. On a découvert un autre côté de nous-mêmes » « Avant on écrivait en improvisant ensemble et Anthony ajoutait sa partie après. Maintenant c'est une approche vraiment différente. Ça nous a pris du temps, pour moi particulièrement qui avait tellement été habitué à la manière dont John écrivait, de comprendre la manière dont Josh voulait interagir avec ce que je jouais. »

### Flea au piano
Ensuite, le groupe a recours au piano comme instrument principal, joué par Flea. « La grande différence pour cet album, c'est que Flea a repris son piano, et donc au lieu d'arriver avec des idées vraiment cool pour la guitare basse, il venait avec des idées vraiment cool pour le piano ». « Sur cet album, une bonne partie des chansons ont été faites d'une manière que l'on avait jamais encore utilisée. C'est-à-dire qu'avec les nouvelles connaissances de Flea sur la musique, on a exploré le processus d'écriture avec plus de précision ». En effet, pendant la pause du groupe, le bassiste a étudié la musique à l'Université de Californie du Sud, apprenant le piano. Selon Kiedis, sa contribution au piano a un rôle dynamique au son du groupe.

### Singles
The Adventures of Rain Dance Maggie est le 1er single issu du nouvel album, aux sonorités rock-funk, propre aux Red Hot Chili Peppers, avec une ligne de basse lente et un rythme disco dans le chorus rappelant les sons des Rolling Stones dans la fin des années 1970. Le second single  est Monarchy of Roses qui sortit le 14 novembre 2011 aux U.S.A et dans le monde sauf en Europe où le single est Look Around. le 3e single est Brendan's Death Song.

## Influences
Anthony Kiedis, dans une interview publiée dans le magazine Rolling Stone paru le 8 juin 2011, déclare que les albums Exile on Main St. et Tattoo You des Rolling Stones ont été déterminants dans la composition des nouveaux titres.

## Tournées
De nombreuses dates ont été proposées par le groupe, surtout par Chad Smith qui, depuis la fin de la tournée ne cesse de donner des nouvelles.
Ils commencèrent leurs premiers concerts au Japon au Summer Sonic Festival, les 7 et 8 août à Tokyo et Osaka; puis au festival Rock In Rio de Janeiro le 24 septembre. D'autres concerts ont été donnés au Pérou et en Colombie.
Le groupe a joué au Palais omnisports de Paris-Bercy les 18 et 19 octobre 2011,,,.
- Août : Japon et Hong Kong (premier concert).
- Septembre : Festival Rock in Rio, Colombie, Costa Rica, Pérou, Chili, Argentine et Brésil
- Octobre : Allemagne, Suède, Danemark, Pays-Bas et France.
- Décembre : Allemagne, Autriche, Italie, Suisse et Espagne.

## Fiche technique

### Liste des titres
Toutes les chansons sont écrites et composées par Anthony Kiedis, Flea, Chad Smith et Josh Klinghoffer.
| 1.  | Monarchy of Roses (7 octobre 2011)                    | 4:12 |
| 2.  | Factory of Faith                                      | 4:20 |
| 3.  | Brendan's Death Song (11 juin 2012)                   | 5:38 |
| 4.  | Ethiopia                                              | 3:51 |
| 5.  | Annie Wants a Baby                                    | 3:41 |
| 6.  | Look Around (25 janvier 2012)                         | 3:28 |
| 7.  | The Adventures of Rain Dance Maggie (18 juillet 2011) | 4:42 |
| 8.  | Did I Let You Know                                    | 4:22 |
| 9.  | Goodbye Hooray                                        | 3:52 |
| 10. | Happiness Loves Company                               | 3:33 |
| 11. | Police Station                                        | 5:36 |
| 12. | Even You Brutus?                                      | 4:00 |
| 13. | Meet Me at the Corner                                 | 4:21 |
| 14. | Dance, Dance, Dance                                   | 3:45 |

| A1. | Monarchy of Roses (7 octobre 2011)                    | 4:12 |
| A2. | Factory of Faith                                      | 4:20 |
| A3. | Brendan's Death Song (11 juin 2012)                   | 5:38 |
| B1. | Ethiopia                                              | 3:51 |
| B2. | Annie Wants a Baby                                    | 3:41 |
| B3. | Look Around (25 janvier 2012)                         | 3:28 |
| B4. | The Adventures of Rain Dance Maggie (18 juillet 2011) | 4:42 |
| C1. | Did I Let You Know                                    | 4:22 |
| C2. | Goodbye Hooray                                        | 3:52 |
| C3. | Happiness Loves Company                               | 3:33 |
| C4. | Police Station                                        | 5:36 |
| D1. | Even You Brutus?                                      | 4:00 |
| D2. | Meet Me at the Corner                                 | 4:21 |
| D3. | Dance, Dance, Dance                                   | 3:45 |

### Interprètes
- Anthony Kiedis – chant
- Flea – guitare basse, piano, trompette
- Josh Klinghoffer – guitare électrique, claviers, chœurs
- Chad Smith – batterie, percussions

#### Musiciens additionnels
- Mauro Refosco – percussions (pistes 1, 2, 4 à 8, 10 à 12 et 14)
- Lenny Castro – percussions (pistes 3, 9 et 13), percussions additionnelles (pistes 1, 2, 4, 12 et 14)
- Greg Kurstin – piano (pistes 9, 11 et 12)
- Money Mark – orgue Hammond (piste 6)
- Mike Bulger – trompette (piste 8)

### Équipe de production
- Rick Rubin – producteur
- Andrew Scheps – mixage (pistes 3, 4 à 11, 13 et 14)
- Greg Fidelman – mixage (pistes 1, 2, et 12)
- Vladimir Meller – mastering
- Mark Santangelo – assistant mastering
- Adam Samuels – préproduction

### Direction artistique
- Damien Hirst – pochette
- Clara Balzary – photographie
- Filip Kljaic – direction artistique

## Certification
| Pays          | Certification |
| ------------- | ------------- |
| France (SNEP) | Platine       |